# راي هورتون
راي هورتون (بالإنجليزية: Ray Horton)‏ هو لاعب كرة قدم أمريكية أمريكي، ولد في 12 أبريل 1960 في تاكوما في الولايات المتحدة.

## وصلات خارجية
- راي هورتون على موقع مرجع كرة القدم المحترفة.كوم (الإنجليزية)